# Marie-Camille Roy Nobert
Marie-Camille Roy Nobert, née le 24 avril 1934 à Matane, est une écrivaine québécoise.

## Œuvres
Ces œuvres ont été éditées par Éditions Sept de 1996 à 2011
- Cet hiver-là à Kamouraska  (ISBN 978-2-9811976-3-4)
- Malgré le cancer... la vie est belle  (ISBN 2-9805113-7-4)
- Les Aventures de Sissy  (ISBN 2-9805113-6-6)
- Des âmes résilientes  (ISBN 2-9805113-5-8)
- L'Insoumise  (ISBN 2-9805113-4-X)
- Âmes de femmes  (ISBN 2-9805113-3-1)
- Les Amants de Québec  (ISBN 2-9805113-2-3)
- La Prophétesse  (ISBN 2-9805113-1-5)
- L'Ange de Pointe Paradis  (ISBN 2-9805113-0-7)